# 鄭仲夫
鄭 仲夫（チョン・ジュンブ、乾統6年（1106年） - 大定19年9月16日（1179年10月18日））は、高麗の武臣であり、武臣政権の第2代執権者。本貫は海州鄭氏。

## 生涯
『高麗史』によると、鄭仲夫は海州出身で体格が大きく、鬚髯も美しく、人々の畏敬を誘ったという。若い頃は故郷に軍籍を置いていたが、開京へ上京し検閲を受けている中で宰相の崔弘宰により抜擢され、控鶴禁軍に入った。仁宗の治世には牽龍軍の隊正（士官）を務めた。この頃、ある年の大晦日の宴会で鄭仲夫が曲芸を披露すると、金富軾の子であり内侍の金敦中が彼の鬚髯を燃やして嘲弄した事件があった。激怒した鄭仲夫は金敦中を殴打し、金敦中の父の金富軾が鄭仲夫の処罰を諫めたが、仁宗の配慮のおかげで危機を免れることができた。この時の逸話は、鄭仲夫が金富軾一家を始めとする文閥貴族に憎悪を抱くきっかけになったと伝えられている。
毅宗の即位後は校尉となった。毅宗元年（1147年）、王宮に勝手に出入りしていたという理由で御史台の弾劾を受けたが、処罰されなかった。以後の行跡は長い間不明だが、毅宗の在位末年には上将軍に昇進していた。当時の高麗朝廷は李資謙の専横と妙清の乱以来、武人勢力が次第に台頭したにもかかわらず、文治主義の基調は依然強く、文官が高官の要職を独占し、武官は冷遇される境遇に追い込まれていた。これにより、門閥貴族と武人集団の間には緊張が高まり、毅宗の治世を経て、このような対立の様相は極限に達した。毅宗24年（1170年）8月、毅宗が開京郊外の普賢院に赴いた際、国王に随行した鄭仲夫は李義方・李高などと謀ってクーデターを起こし、文官に対する大々的な殺戮を敢行した。開京の王宮と官庁を掌握したクーデター軍は、抵抗する官僚を虐殺する一方、鄭仲夫から嫌われた金敦中も逮捕され、斬刑に処された。まもなく同年9月には毅宗まで廃位され、明宗が擁立されることで約100年にわたる武臣政権の時代が始まった（庚寅の乱）。
クーデターの成功に伴い参知政事を拝命され、中書侍郎平章事に昇進してから、再び門下平章事が加わった。しかし、武臣政権は成立直後から内紛に陥った。明宗元年（1171年）、李高が鄭仲夫・李義方の2人を除去し大権を独占しようとすると、鄭仲夫は李高を粛清し、李義方と共に朝廷を治めた。明宗2年（1172年）、西北面兵馬判行営兵馬・中軍兵馬判事となり、明宗3年（1173年）には毅宗の復位を企てた金甫当の乱を鎮圧した。明宗4年（1174年）12月、西京を根拠に決起した趙位寵の乱を迎え討伐に苦戦していた李義方を暗殺し、門下侍中（宰相）に任じられ大権を握った。明宗5年（1175年）、70歳をもって国王から几杖を授けられた。単独執権後も西京の趙位寵を2年ぶりに鎮圧することができ、明宗6年（1176年）には公州で賤民の亡伊・亡所伊兄弟が反乱を起こすなど、国内の混乱は絶えなかった。その間、鄭仲夫は自分の農場を拡大し、蓄財に専念しただけでなく、彼の子である鄭筠と婿の宋有仁も傍若無人な行動を重ねて人心を失った。
明宗8年（1178年）、高齢を理由に致仕したが、明宗9年（1179年）9月に鄭仲夫一派の専横に憤慨した慶大升が決死隊を率いて王宮を占拠した際、鄭筠・宋有仁らと捕まり処刑された。